# Аюкашево
Аюка́шево (рос. Аюкашево, башк. Айыуҡаш) — присілок у складі Дюртюлинського району Башкортостану, Росія. Входить до складу Учпілинської сільської ради.
Населення — 200 осіб (2010; 207 у 2002).
Національний склад:
- татари — 64 %
- башкири — 33 %